# The Age of the Understatement
The Age of the Understatement é o primeiro álbum da banda The Last Shadow Puppets, formada por Alex Turner do Arctic Monkeys, Miles Kane do The Rascals e James Ford, do Simian Mobile Disco. O álbum foi lançado dia 21 de Abril de 2008 no Reino Unido, uma semana após o lançamento do primeiro single, também intitulado The Age of The Understatement. Uma semana após o lançamento o álbum já ocupava a primeira posição como mais vendido no Reino Unido e recentemente foi nomeado para concorrer ao Mercury Music Prize 2008.

## Faixas
Todas as músicas foram escritas por Alex Turner e Miles Kane.
1. "The Age of the Understatement" – 3:07
2. "Standing Next to Me" – 2:18
3. "Calm Like You" – 2:26
4. "Separate And Ever Deadly" – 2:38
5. "The Chamber" – 2:37
6. "Only The Truth" – 2:44
7. "My Mistakes Were Made For You" – 3:04
8. "Black Plant" – 3:59
9. "I Don't Like You Anymore" – 3:05
10. "In My Room" – 2:29
11. "The Meeting Place" – 3:55
12. "Time Has Come Again" – 2:22

## Singles
1. The Age of the Understatement (14 de Abril de 2008)
2. Standing Next To Me (7 de Julho de 2008)
3. My Mistakes Were Made For You